# William Gott
William Henry Ewart Gott (ur. 13 sierpnia 1897 w Scarborough, zm. 7 sierpnia 1942 pod Aleksandrią) – brytyjski wojskowy, uczestnik obu wojen światowych. W sierpniu 1942 r. został mianowany następcą gen. Claude'a Auchinlecka na stanowisku dowódcy brytyjskiej 8 Armii. W drodze do objęcia dowództwa zginął, kiedy zestrzelono jego samolot. Śmierć gen. Gotta doprowadziła do mianowania na jego miejsce gen. Bernarda Montgomery'ego.

## Kariera wojskowa
Wykształcony w Harrow School, został powołany jako podporucznik do Królewskiego Korpusu Strzelców w 1915 roku i służył z wyróżnieniem w Brytyjskim Korpusie Ekspedycyjnym we Francji podczas I wojny światowej. Jego pseudonim „Strafer” był kalamburem na niemieckie hasło wojenne Gott strafe England (niem. Bóg ukarze Anglię). Awansował na stopień kapitana w styczniu 1921 r., a od stycznia 1931 r. uczęszczał do Staff College w Camberley. Został awansowany na majora w lipcu 1934 r., wcześniej w styczniu mianowany na brevet majora. Jego służba w okresie międzywojennym obejmowała oddelegowanie do batalionu terytorialnego oraz okres delegacji w Indiach jako oficer sztabu generalnego i zastępca asystenta kwatermistrza generalnego.

### Kampania w Afryce Północnej

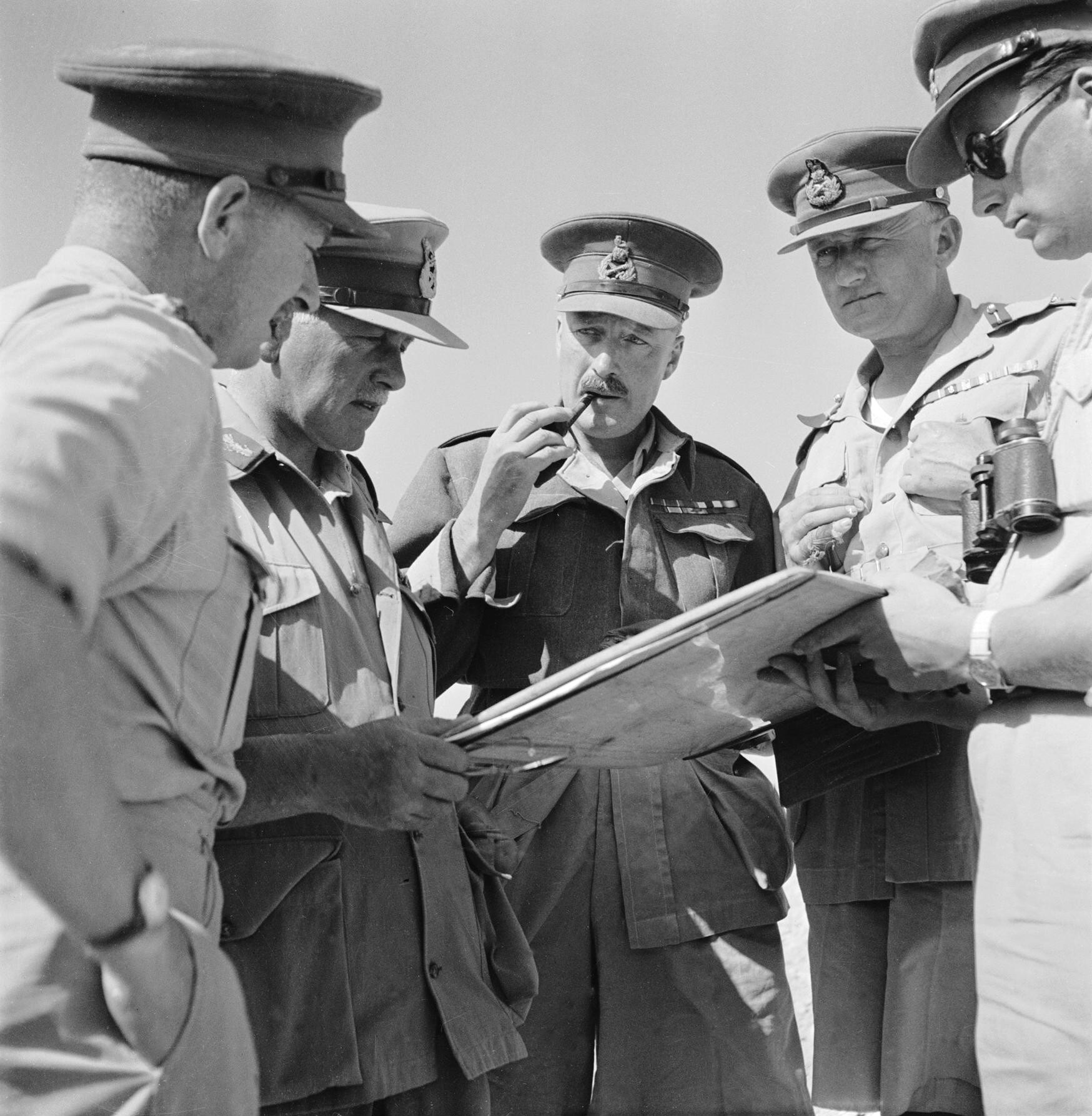
Gott, na zdjęciu drugi od prawej, na odprawie prowadzonej przez gen. Neila Ritchiego

Awansowany na podpułkownika w październiku 1938 r. do dowodzenia 1. batalionem Królewskiego Korpusu Strzelców, który po przeniesieniu z Birmy do Egiptu, stał się częścią Dywizji Mobilnej (później znanej jako 7 Dywizja Pancerna, „Pustynne Szczury”), Gott zajmował coraz wyższe stanowiska w oddziale; był kolejno głównym oficerem sztabu dywizji dowódcą Grupy Wsparcia jako pełniący obowiązki brygadiera, oraz dowódcą generalnym pełniącym obowiązki generała dywizji w 7 Dywizji Pancernej.
Pod dowództwem Gotta Grupa Wsparcia działała dobrze od początku kampanii; najpierw w potyczkach granicznych od czerwca 1940 r.; później poprzez przeprowadzenie zorganizowanego odwrotu we wrześniu podczas włoskiej inwazji na Egipt we wrześniu oraz podczas operacji Compass w grudniu, pod koniec której wojska brytyjskie przeszły do kontrataku, podbiły Cyrenajkę i zniszczyły włoską 10 Armię w lutym następnego roku.
Po przybyciu niemieckiego Afrika Korps pod dowództwem gen. Erwina Rommla i rozpoczęciu poważnej ofensywy sił Osi w kwietniu,  Grupy Wsparcia 7 Dywizji Pancernej, która przechodziła reorganizację w Delcie Nilu, została wezwana do ustabilizowania frontu i przygrupowania wycofujących się sił, co zostało osiągnięte na granicy libijsko-egipskiej. W maju Gott dowodził połączonymi siłami siłami, aby zaplanować i przeprowadzić ambitną operację Brevity, podczas której ponownie zdobyto Przełęcz Halfaya, ale nie udało się osiągnąć szerszych celów. Kolejna operacja na większą skalę, operacja Battleaxe, w której uczestniczyła również Grupa Wsparcia, także zakończyła się niepowodzeniem i doprowadziła do reorganizacji dowództwa na Pustyni Libijskiej, w tym do awansowania Gotta na dowódcę 7 Dywizji Pancernej.
Podczas kolejnej dużej ofensywy Brytyjskiej Wspólnoty Narodów, operacji Crusader w listopadzie 1941 r. 7 Dywizja Pancerna została poważnie nadszarpnięta atakami Afrika Korps w bitwie pod Sidi Rezegh, ale utrzymała swoje pozycje i przyczyniła się do ostatecznego sukcesu brytyjskiej 8 Armii. Gotta został awansowany do pełnego pułkownika w październiku 1941 r., po czym awansowano go na generała porucznika i przyznano dowództwo XIII Korpusu na początku 1942 r.
Podczas bitwy pod Gazalą efekty działań 8 Armii zostały drastycznie ograniczone przez załamanie dowodzenia na wszystkich poziomach; w tym okresie w XIII Korpusie stosunki Gotta z jego podwładnym Danem Pienaarem, dowódcą południowoafrykańskiej 1 Dywizji Piechoty, były toksyczne nawet jak na ówczesne fatalne standardy. Spośród sukcesów XIII Korpusu w akcji godna uwagi jest jedynie utrzymani pozycji przez 150 Brygadę Piechoty i wydostanie się z okrążenia 50 Dywizji Piechoty, lecz punktem kulminacyjnym bitwy była utrata Tobruku wraz z całym garnizonem podczas odwrotu do Egiptu. XIII Korpus był w stanie wycofać się we w miarę dobrym stanie do pozycji w El-Alamein i odegrał kluczową rolę w walce z siłami Osi, by tam zatrzymać je w I bitwie o El Alamein.

### Śmierć

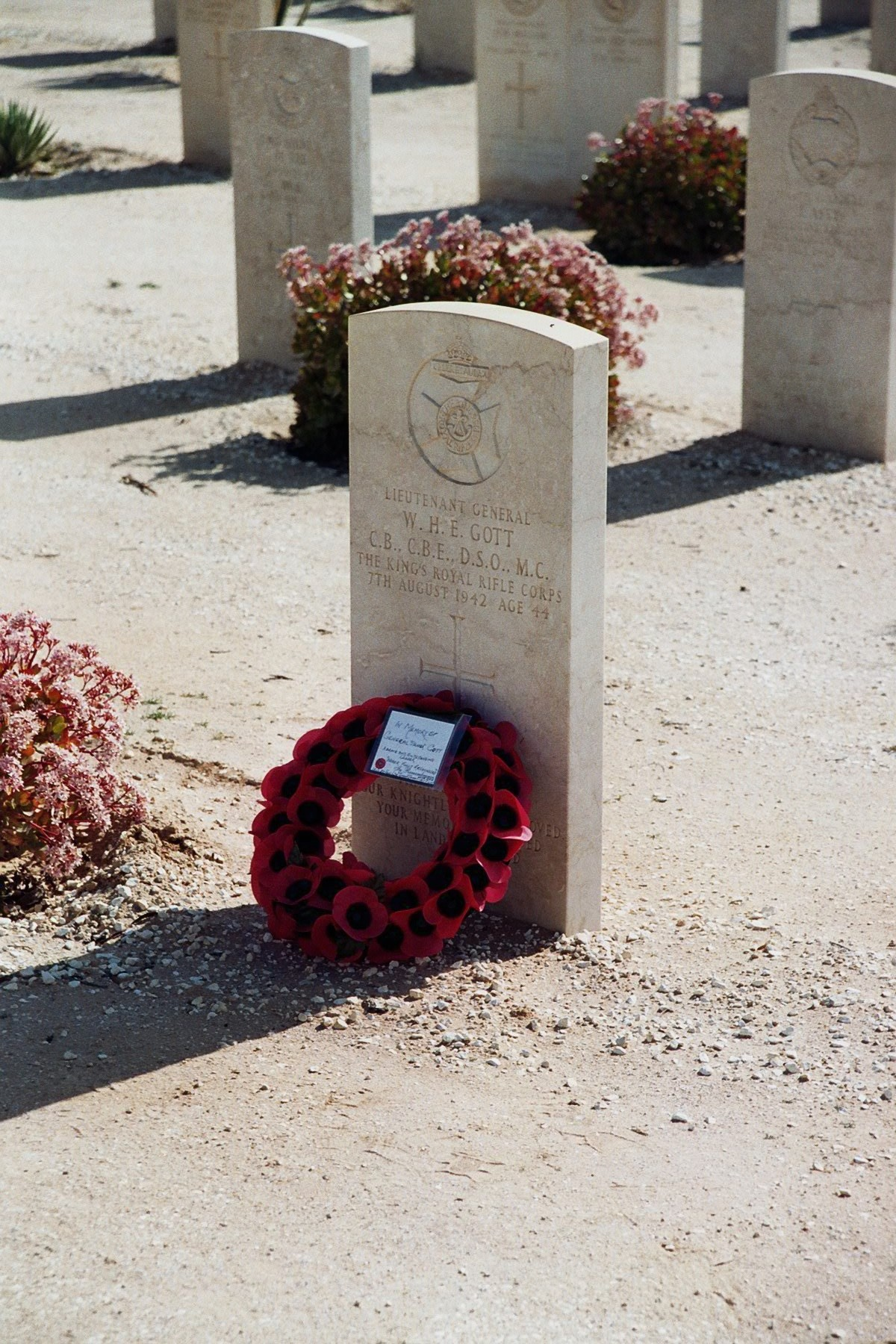
Grób gen. Gotta na cmentarzu w El-Alamein. Wieniec złożył dowódca eskadry Hugh James i jego syn

W sierpniu 1942 r. brytyjski premier Winston Churchill usunął gen. Claude'a Auchinlecka ze stanowiska naczelnego dowódcy wojsk brytyjskich na Bliskim Wschodzie i pełniącego obowiązki dowódcy 8 Armią. Agresywna, nieco porywcza osobowość Gotta spodobała się Churchillowi, a zdecydowanie polecił go Anthony Eden, który służył pod rozkazami Gotta podczas I wojny światowej. Dlatego to właśnie Gott został wybrany do przejęcia dowództwa nad 8 Armią. Stało się to pomimo zastrzeżeń Auchinlecka i gen. Alana Booke'a, szefa Imperialnego Sztabu Generalnego. Brooke bardzo dobrze znał Gotta i miał dobre zdanie na temat jego umiejętności. Jednak szereg czynników, w tym osobisty wywiad z Gottem w dniu 5 sierpnia (podczas którego Brooke zdał sobie sprawę, że Gott „...próbował większości swoich pomysłów na temat Boche…”), doprowadził Brooke'a do wniosku, że „Chcemy kogoś z nowymi pomysłami i dużą pewnością siebie...” oraz że Gott był zmęczony i chwilowo stracił zapał, będąc na pustyni od początku wojny. Uważał także, że Gott potrzebował więcej doświadczenia przed objęciem dowództwa armii.
Zanim zdążył objąć stanowisko, gen. Gott został zabity, gdy samolot transportowy, w którym podróżował, został zestrzelony i zniszczony podczas powrotu do Kairu z pola bitwy. Samolot, Bristol Bombay z 216 Dywizjonu RAF-u, pilotowany przez 19-letniego sierż. Hugh „Jimmy” Jamesa, został przechwycony i zestrzelony przez podoficerów Bernda Schneidera i Emila Clade'a z Jagdgeschwader 27. Bez obu silników pilot udał się na przymusowe lądowanie, ale dwa niemieckie myśliwców Messerschmitt Bf 109 zaatakowało rozbity samolot, ostrzeliwując go aż do całkowitego zniszczenia maszyny. Ci, którzy nie byli w stanie uciec z uziemionego samolotu (w tym gen. Gott), zostali zabici. Ciało Gotta pochowano na Cmentarzu Wojennym w El Alamein. Zastąpił go gen. Bernard Montgomery, który był preferowanym wyborem Brooke'a. Niemcy wiedzieli przed Brytyjczykami, że Gott nie żyje: niemieckie załogi lotnicze zostały powitane po powrocie do bazy: „Gratulacje, panowie. Właśnie zabiliście generała Strafera Gotta, nowego dowódcę 8 Armii!” Uważa się, że Niemcy złamali kod używany przez gadatliwego amerykańskiego attaché lotniczego w Kairze i przechwycili transmisję operacyjną.

## Ocena
Duży mężczyzna o agresywnej, towarzyskiej osobowości był popularny wśród swoich podwładnych, ale jako starszy dowódca był uważany przez niektórych za nieuprzejmego. John Bierman i Colin Smith twierdzą, że Gott był bardzo podziwiany za swoje osobiste cechy, ale brakowało mu prawdziwych umiejętności wojskowych. Był jednym z niewielu wyższych oficerów, który był „dobrze znany i lubiany przez szeregowców”. Jednak „zimna ocena jego żołnierstwa w Afryce Północnej nie ujawnia żadnego oszałamiającego pokazu taktyki w stylu Rommla, który podnosił rannych i wyczerpanych mężczyzn do woli urodzonego przywódcy”. Feldmarsz. Michael Carver, jeden z oficerów znających Gotta, miał podobne pogląd. Stwierdził, że Gott był jedyną osobą, do której „wszyscy wysoko i nisko zwracali się o radę, współczucie, pomoc i zachętę”, ale uważał również, że Gott był „zbyt dobrym człowiekiem, aby stać się naprawdę wielkim żołnierzem”. Jego opinie na temat Gotta, przedstawione Alanowi Brooke'owi, sprowadzały się do stwierdzenia, że był on nieodpowiednim człowiekiem do tego zadania, chociaż wystarczająco dobrym żołnierzem, aby się go podjąć, jeśli otrzyma taki rozkaz.